# Crepidomenus occidualis
Crepidomenus occidualis is een keversoort uit de familie kniptorren (Elateridae). De wetenschappelijke naam van de soort is voor het eerst geldig gepubliceerd in 1986 door Calder.